# Dia Dia
Dia Dia foi um programa de televisão exibido pela Rede Bandeirantes. Já teve vários formatos e apresentadores, como Baby Garoux, Ney Galvão, Blota Júnior,  Olga Bongiovani e Viviane Romanelli. Sua última fase teve a apresentação de Daniel Bork.

## História

### Primeira fase (1987-2005)
O programa estreou em 10 de agosto de 1987, no formato de uma revista diária com variedades e informação. Era apresentado por Baby Garoux, Ney Galvão e Blota Júnior. Em 1990, o programa passou a ter o comando de Antônio Viviani e Elys Marina, sendo substituídos depois por Otávio Ceschi Júnior e Débora Menezes. Em 1993, Cláudia Capasso assumiu a atração. Em 1994, o programa ganha nova vinheta e cenário e é reformulado, trazendo dicas de saúde, previsões, entrevistas, comentários políticos e as notícias do Brasil e do Mundo. Entre os diversos colunistas que participaram da atração, tiveram presentes José Paulo de Andrade, Fernando Mitre (os dois analisando as notícias do dia), Celso Sabadin (cinema), Dione Forte (horoscópo), José Ângelo Gaiarça (psicologia), Silvio Panizza (saúde natural), Wagner Horta (educação), Eliana Fonseca (humor) e Mônica Buonfiglio (astrologia). Luciano do Valle chegou a ser colunista da atração, com o quadro Dog Show, com dicas para os donos de cães.
Em 1998, o programa muda de formato e passa a contar com a apresentação de Amália Rocha. Pouco tempo depois, Carmem Cestari assumiu a apresentação do programa. Com a morte da famosa cozinheira Ofélia, também em 1998, o Dia Dia passou a ocupar o horário do programa Cozinha Maravilhosa da Ofélia, chegando até 10h30.[carece de fontes?]
Em 2001, Olga Bongiovanni assumiu o comando da atração. No Dia Dia, a principal alteração foi a presença de um auditório e a participação do telespectador, através de perguntas ao vivo aos colunistas e convidados. Além disso, a inserção, a cada 30 minutos, de um boletim jornalístico também foi responsável pela repaginação do programa. Com novo formato, o programa passou a ser exibido das 8h30 as 12h00, condensando toda a programação matinal da Band.
Olga ficou no comando do Dia Dia até 2004, quando, no dia 19 de janeiro, Olga se transfere para a RedeTV!, e Viviane Romanelli, vinda do canal de compras Shoptime, foi escalada para apresentar o programa. Além disso, após o Dia Dia de Viviane, o cozinheiro Daniel Bork apresentava o programete de culinária Receita Minuto.
O programa teve a apresentação de Viviane Romanelli até sua extinção, em 23 de setembro de 2005, junto com o Melhor da Tarde, na época sob o comando de Leonor Corrêa. Em seu lugar, entrava o Bem Família, apresentado por Daniel Bork.

### Segunda fase (2009-2018)
Em 30 de março de 2009, o programa voltou ao ar, totalmente reformulado, no horário do Bem Família, sob apresentação de Patrícia Maldonado, Lorena Calábria e do chef Daniel Bork. Em outubro, porém, Patrícia e Lorena foram substituídas por Sílvia Poppovic, que ficou apenas até abril de 2010, quando voltou a apresentar o Boa Tarde, e Daniel Bork seguiu apresentando sozinho o programa, que passou a ter foco em culinária. Em 2018, o programa saiu do ar e deu lugar ao Cozinha do Bork, apresentado também por Daniel Bork.

## Dia Dia News
Entre 1997 e 2001, foi ao ar o Dia Dia News, uma variante jornalística do programa, com as notícias da manhã no Brasil e no Mundo. A apresentação era de Tavinho Ceschi, com comentários de Ariosto Teixeira (política), Luis Nassif (economia), Renato Lombardi (polícia) e Wagner Belmonte (esportes).

## Audiência
- Desde a volta do Band Kids, que era transmitido antes do programa, o programa não saía da casa de 1 ponto de audiência de acordo com a coluna de Flávio Ricco, do UOL.

## Ligações Externas
- «Sítio oficial»